# Alexandru Vlahuță (Vaslui)
Alexandru Vlahuţă é uma comuna romena localizada no distrito de Vaslui, na região de Moldávia. A comuna possui uma área de 60.31 km² e sua população era de 1502 habitantes segundo o censo de 2007. Sua língua oficial é o romeno